# Christian Starck

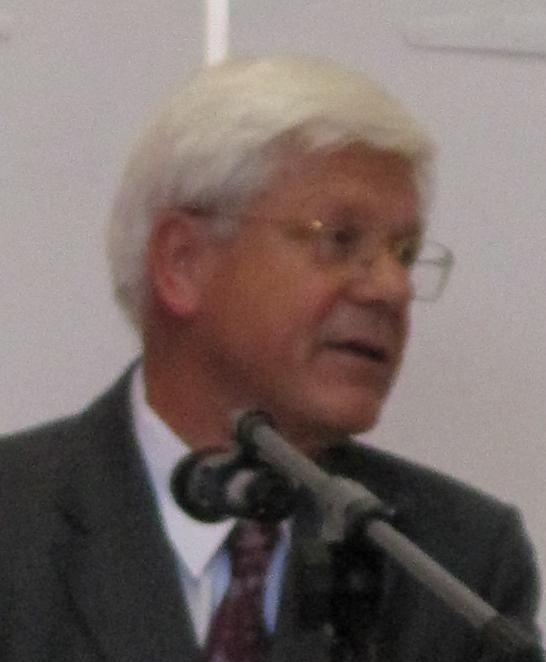
Christian Starck, 2011

Christian Starck (* 9. Januar 1937 in Breslau) ist ein deutscher Jurist. Er ist emeritierter Professor für Öffentliches Recht an der Universität Göttingen und war Richter des Niedersächsischen Staatsgerichtshofs.

## Leben
Nach einem Studium der Rechtswissenschaften an den Universitäten Kiel, Freiburg und Würzburg legte Starck 1960 sein erstes Staatsexamen ab und wurde 1963 in Würzburg zum Dr. iur. utr. promoviert. Im darauffolgenden Jahr absolvierte er in München sein zweites Staatsexamen und war im Anschluss daran bis 1967 als Wissenschaftliche Hilfskraft am Bundesverfassungsgericht tätig. Nachdem Starck 1968 zunächst die Beamtenlaufbahn in der bayerischen Innenverwaltung eingeschlagen hatte, habilitierte er sich 1969 für Öffentliches Recht und Rechtsphilosophie an der Universität Würzburg und war dort Privatdozent. Von 1971 bis zu seiner Emeritierung 2005 war er Professor für Öffentliches Recht an der Universität Göttingen. Von 1991 bis 2006 war er zudem Richter des Niedersächsischen Staatsgerichtshofs.
Vom 1. April 2008 bis zum 31. März 2012 war er Präsident der Akademie der Wissenschaften zu Göttingen, der er seit 1982 als ordentliches Mitglied angehört.
Zu seinen Schülern zählen Karl-Eberhard Hain, Volker Schlette, Thorsten Ingo Schmidt, Thomas Schmitz, Gunnar Folke Schuppert, Christian Winterhoff, Rainer Grote und Ines Härtel.

## Veröffentlichungen (Auswahl)
Unter Juristen ist er vor allem durch seine Mitarbeit am Grundgesetz-Kommentar von „von Mangoldt/Klein“ sowie durch den „Götz/Starck“, eine handliche Sammlung studienrelevanter niedersächsischer Landesgesetze, bekannt. Darüber hinaus ist er Mitherausgeber der Juristenzeitung (JZ).
- als Hrsg. mit Wilhelm Karl Geck und anderen: Bundesverfassungsgericht und Grundgesetz. Festgabe für das Bundesverfassungsgericht. 2 Bände. Mohr Siebeck, Tübingen 1976.
- Vom Grund des Grundgesetzes. Zürich 1979, ISBN 3-7201-5113-1.
- als Hrsg. mit Jean Imbert, Helmut Lecheler und René Epp: Staat, Schule, Kirche in der Bundesrepublik Deutschland und in Frankreich – Etat, Ecole et Eglises en France et en République fédérale d’ Allemagne. (= Deutsch-Französische Kolloquien. Kirche Staat Gesellschaft – Straßburger Kolloquien. Band 3). N.P. Engel Verlag, Kehl am Rhein / Straßburg 1982, ISBN 3-88357-013-3.
- als Hrsg. mit Wilhelm Karl Geck und anderen: Landesverfassungsgerichtsbarkeit. 3 Bände. 1983.
- Der demokratische Verfassungsstaat. Gestalt, Grundlagen, Gefährdungen. Mohr Siebeck, Tübingen 1995.
- Woher kommt das Recht? Mohr Siebeck, Tübingen 2015.
- Rechtsgelehrte und wissenschaftliche Institutionen. Nomos, Baden-Baden 2016.